# Khadi
Khadi (Khādī), también llamado khaddar, es una tela de fibra natural tejida a mano originaria de las regiones orientales del subcontinente indio, pero que actualmente se utiliza ampliamente en toda la India, Pakistán y Bangladés.
La tela suele tejerse con algodón. Sin embargo, también puede incluir seda o lana, que se hilan en una rueca llamada charkha. Es un tejido versátil, fresco en verano y cálido en invierno. Para mejorar su aspecto el khādī/khaddar se almidona a veces para darle un tacto más rígido. Es aceptado en diversos círculos de la moda. El khadi es promovido en la India por la Khadi and Village Industries Commission y el Ministerio de Micro, Pequeñas y Medianas Empresas.

## Historia

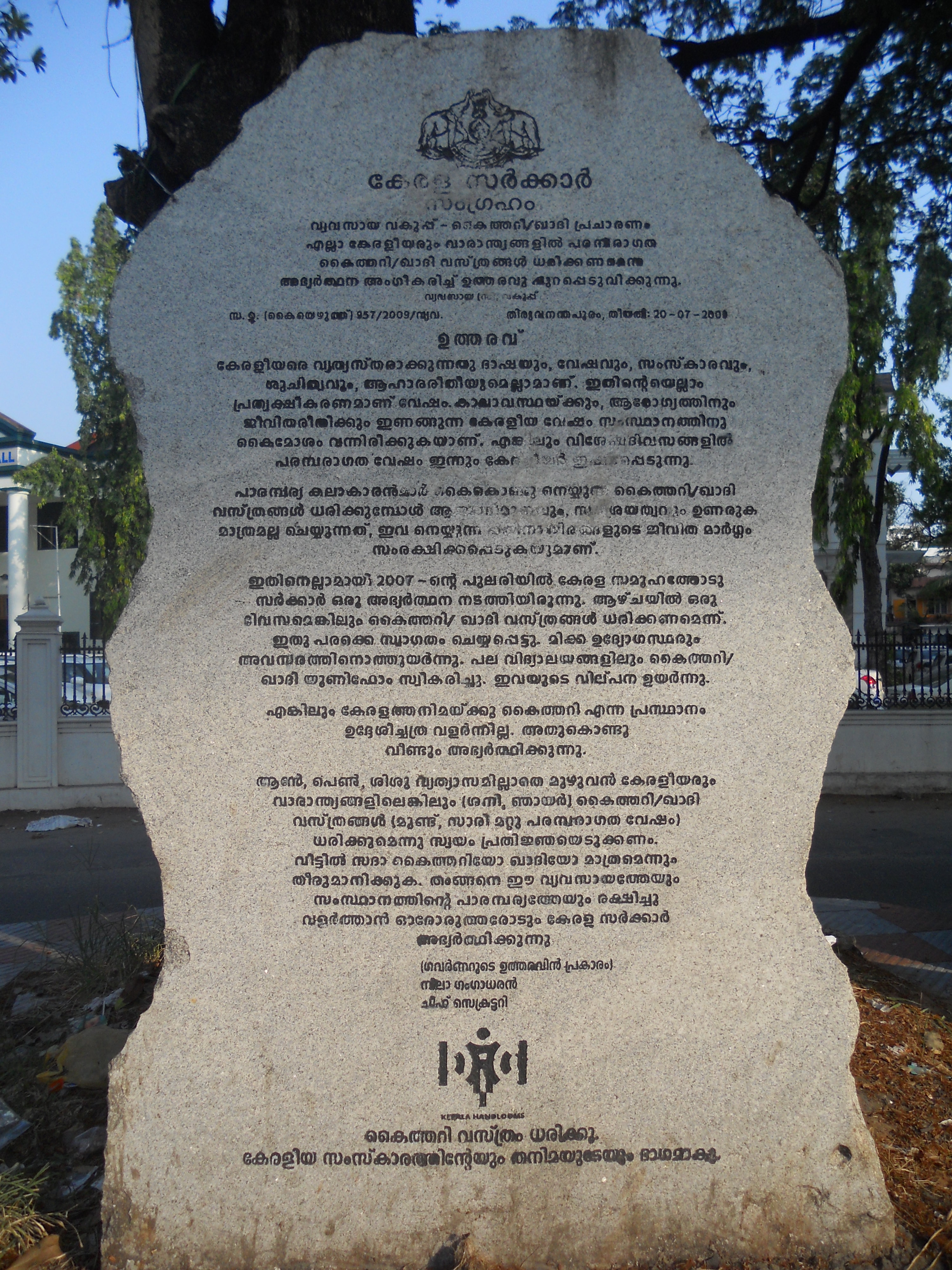
Una señalización mantenida en Kochi con un llamamiento a los ciudadanos para que usen ropa basada en telares manuales / Khadi.

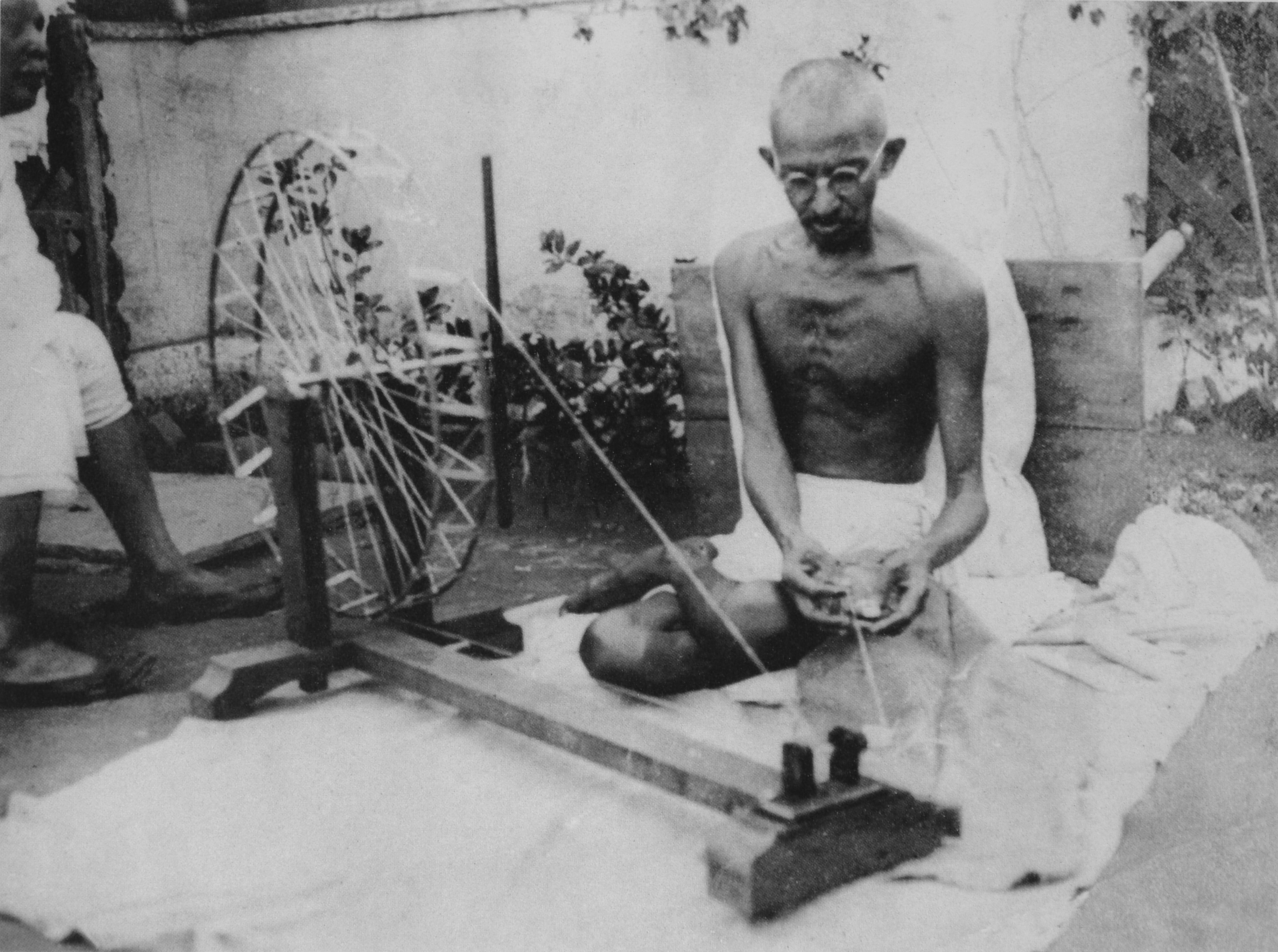
Gandhi hilando

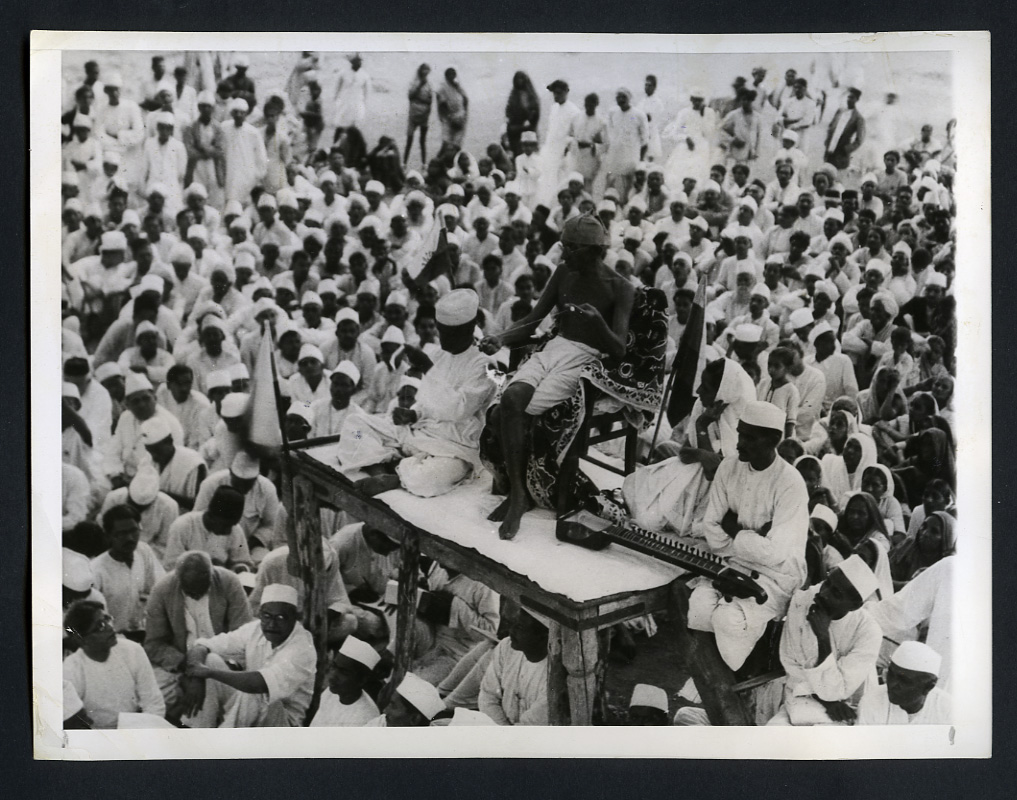
Gandhi hila a mano mientras se dirige a sus seguidores.

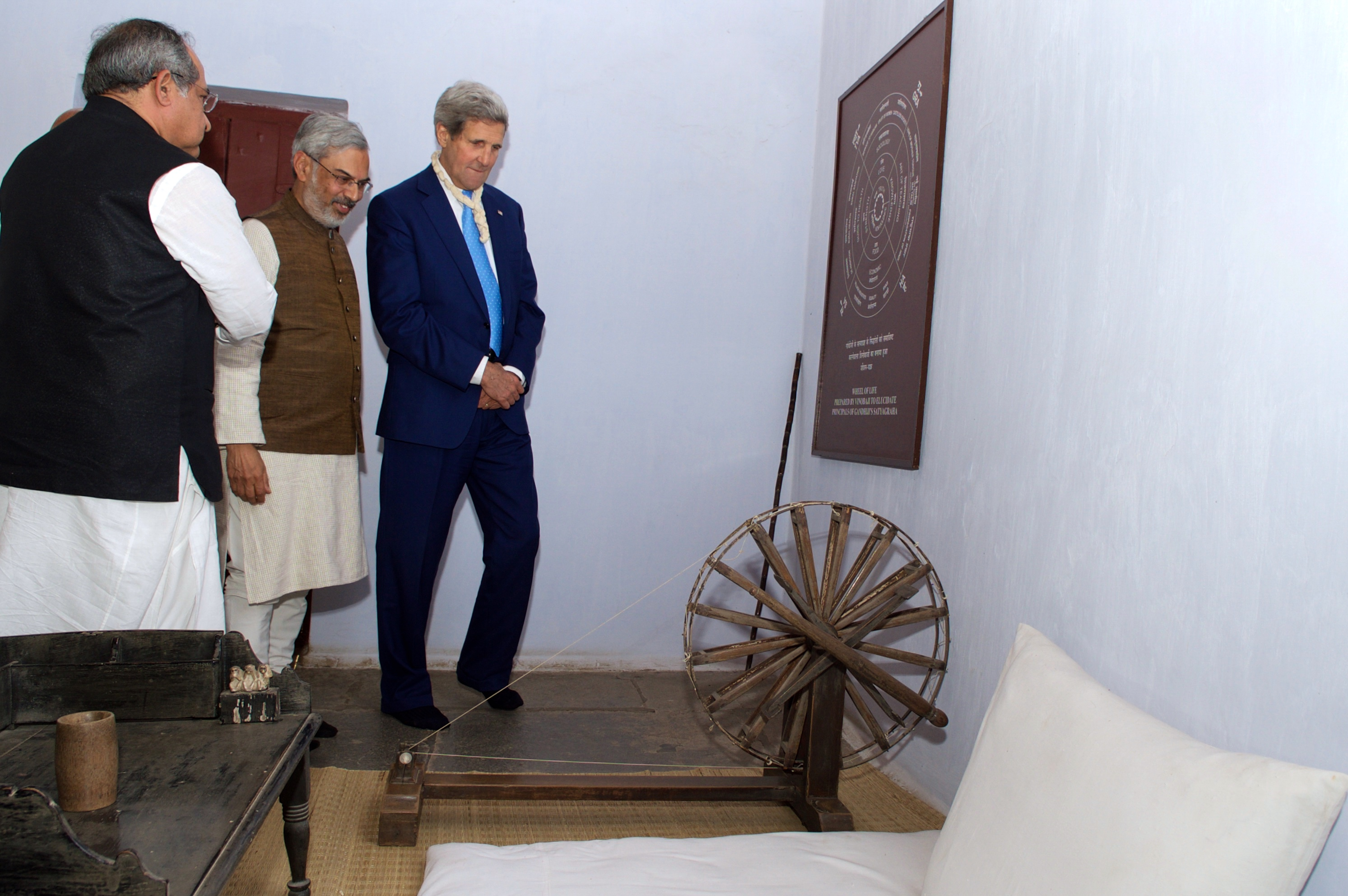
Dormitorio, cama, escritorio y rueca de Gandhi en el Ashram de Sabarmati

En la India, el khadi se refiere a la tela tejida e hilada a mano. Los tejedores prefieren el hilo producido por los molinos porque es más robusto y de calidad constante. El movimiento Swadeshi de boicot a los productos ingleses durante las dos primeras décadas del siglo XX fue popularizado por Mahatma Gandhi y los propietarios de molinos indios, quienes, respaldados por políticos nacionalistas, llamaron a boicotear a las telas extranjeras. Gandhi argumentó que los propietarios de los molinos negarían a los tejedores de telares manuales la oportunidad de comprar hilo porque preferirían crear un monopolio para sus propias telas. Sin embargo, el hilo hilado a mano era caro y de mala calidad. Por ello, Gandhi empezó a hilar él mismo y a animar a otros a hacerlo. Obligó a todos los miembros del Congreso Nacional Indio a hilar el algodón y a pagar sus cuotas en hilo. Además, convirtió el chakri (rueda giratoria) en el símbolo del movimiento nacionalista. Inicialmente, la bandera india debía tener un chakri, no el Ashoka Chakra en su centro. Mahatma Gandhi recaudó grandes sumas de dinero para crear una organización de base para fomentar el tejido en telares manuales. Esto se llamó el movimiento 'khaddar' o 'Khadi'.
Durante la época colonial, los indios se vieron obligados a comprar ropa a un precio artificialmente inflado, ya que el gobierno colonial exportó las materias primas para la confección de telas a las fábricas de telas británicas y luego reimportaba la tela terminada a la India. Los propietarios de las fábricas indias querían monopolizar ellos mismos el mercado indio. Desde que la Guerra de Sesión provocó una escasez de algodón estadounidense, los comerciantes británicos compraron algodón de la India a precios baratos y lo utilizaban para fabricar telas. El movimiento khadi de Gandhi tuvo como objetivo boicotear las telas extranjeras. Mahatma Gandhi comenzó a promover el hilado del khadi para el autoempleo rural y la autosuficiencia (en lugar de utilizar telas fabricadas industrialmente en Gran Bretaña) en la década de 1920, convirtiendo así al khadi en una parte integral y un ícono del movimiento Swadeshi.
La lucha por la libertad giró en torno al uso de tejidos khādī y el abandono de la ropa fabricada en el extranjero. Cuando algunas personas se quejaron del costo del khadi a Mahatma Gandhi, este comenzó a usar solo dhoti aunque usaba chales de lana cuando hacía frío. Algunos pudieron ganarse la vida de manera razonable utilizando hilo de molino de alta calidad y atendiendo al mercado de lujo. Gandhi intentó poner fin a esta práctica. Incluso amenazó con abandonar el khadi por completo si no se salía con la suya. Sin embargo, como los tejedores se habrían muerto de hambre si escuchaban a Gandhi, esta amenaza no se materializó.

## India
En 2017 un total de 460 000 personas se emplearon en industrias que fabrican productos khadi. La producción y las ventas aumentaron un 31,6 % y un 33 %, respectivamente, en 2017 después de que se introdujeran las charkas de varios husos para mejorar la productividad al sustituir a las charkas de un solo huso. En 2019, se informó que las ventas globales de khadi en la India aumentaron un 28 % en el período de 5 años anterior a 2018-2019. Los ingresos de khadi en el último año financiero se situaron en 3215 millones de rupias y el KVIC ha fijado un objetivo de 5000 millones de rupias para alcanzarse en 2020. Varios estados tienen juntas y/o sociedades cooperativas para la producción, promoción, venta y comercialización de khadi, como Haryana Khadi and Village Industries Board (Junta de Industrias de Aldeas y Khadi de Haryana), Andhra Pradesh State Handloom Weavers Cooperative Society (Sociedad Cooperativa de Tejedores de Telares del Estado de Andhra Pradesh), Gujarat State Handloom and Handicrafts Development Corporation Ltd (Corporación de Desarrollo de Telares y Artesanía del Estado de Gujarat), Jharkhand Silk Textile and Handicraft Development Corporation (Corporación de Desarrollo de Textiles de Seda y Artesanía de Jharkhand) y Tamil Nadu Handloom Weavers 'Cooperative Society (Sociedad Cooperativa de Tejedores de Telares de Tamil Nadu). Además, varios institutos se dedican a la investigación y capacitación en este ámbito, Indian Institute of Handloom Technology, el Indian Institute of Handloom Technology, Champa y el Institute of Handloom and Textile Technology. La Handicrafts and Handlooms Export Corporation of India se centra en la popularización del khadi en el extranjero. La Sociedad Rehwa es una ONG dedicada a la producción de khadi.
Los vestidos más populares se confeccionan con telas khadi como el dhoti, el kurta y saris de telares manuales como Puttapaka Saree, los tejidos de telares manuales Kotpad Handloom, el Chamba Rumal, la seda Tussar, etc. Gajam Anjaiah, un maestro indio, diseñador de telares manuales y galardonado con el premio Padma Shri, es conocido por su innovación y desarrollo de telares manuales con teñido anudado junto con la técnica Telia Rumal de productos de tejido basados en el proceso Ikat.
Después de la Independencia, el Gobierno reservó algunos tipos de producción textil, como la fabricación de toallas, al sector de los telares manuales, lo que provocó la desaparición de los tejedores tradicionales y el impulso del sector de los telares mecánicos. Las empresas del sector privado han podido conseguir que el tejido en telares manuales sea algo remunerativo y el gobierno también continúa promoviendo el uso del Khadi a través de diversas iniciativas.
El primer ministro Narendra Modi afirmó que la tela khadi es un movimiento para ayudar a los pobres. Además, destacó que la Comisión de Industrias Khadi y Village es una organización estatutaria dedicada a promover y desarrollar las industrias de khadi. Elogió a Gujarat y Rajastán por ser bien conocidos por el poli khadi, mientras que Haryana, Himachal Pradesh y Jammu y Cachemira son bien conocidos por el khadi de lana.
Varios estados también están haciendo esfuerzos para promover el khadi; El primer ministro de Uttar Pradesh, Yogi, inició un proyecto con el nombre "Ram Lala" con la Junta de Industrias Khadi y Village del estado para aumentar la ropa de khadi.

### Marca comercial
La Comisión de Industrias de Khadi y Village tiene los derechos exclusivos de uso de las marcas comerciales ''Khadi '' y 'Khadi India'. El Tribunal de Arbitraje de la Política de Disputas de Dominio de la Bolsa Nacional de Internet de la India (INDRP), con sede en Nueva Delhi rechazó el argumento de una entidad privada de que "Khadi" es una palabra genérica.

## Bangladés
El khadi, también conocido como "khaddar" tiene una larga historia en Bangladés. En el siglo VI, Xuanzang de China describió una variación local de la tela khadi y Marco Polo en el siglo XII describió un tejido, probablemente la muselina khadi en la región de Bengala, tan fino como una tela de araña.
Los romanos eran grandes aficionados a la muselina khadi de Bengala e importaban grandes cantidades de khadi. El Khadi que tejían los tejedores de Comilla durante el período mogol tenía fama de ser un tejido valioso con características distintivas.
Durante los años del movimiento de autogobierno indio y más tarde con la independencia de Bangladés, el espíritu del khadi se vio impulsado por los vientos del cambio. En 1921, Gandhi llegó a Chandina Upazila en Comilla para inspirar a los tejedores locales y, en consecuencia, se estableció una sucursal de 'Nikhil Bharat Tantubai Samity' para autogestionar y hacer multiplicar la venta de bienes a otras ciudades importantes de la India.
En la gran región de Comilla, se desarrollaron centros de tejido en Mainamati, Muradnagar, Gauripur y Chandina.
En 1942, la activista política Suhasini Das se comprometió a usar ropa khadi por el resto de su vida. 